# Coccobius viggianii
Coccobius viggianii är en stekelart som först beskrevs av Yasnosh 1974.  Coccobius viggianii ingår i släktet Coccobius och familjen växtlussteklar. Inga underarter finns listade i Catalogue of Life.